# Taylor Lautner
Taylor Lautner (Grand Rapids, 1992. február 11. –) amerikai színész, szinkronszínész, modell és harcművész.
Legismertebb alakítása Jacob Black, az Alkonyat-filmsorozat (2008–2012) egyik főszereplője. Továbbá feltűnt a Scream Queens – Gyilkos történet című horror-vígjátéksorozatban is, mint Dr. Cassidy Cascade.

## Gyermekkora
Taylor Daniel Lautner 1992. február 11-én született Grand Rapids-ban, Michigan államban. Hatéves korában kezdett karatét tanulni Fabiano karateiskolájában és egy évvel az edzések elkezdése után már versenyeket nyert. Hamarosan meghívták, hogy a hétszeres világbajnok Mike Chattel eddzen, majd nyolcévesen felkérték, hogy hazája színeiben induljon a World Karate Association versenyén, ahol bizonyított, hiszen 3 aranyérmet nyert és a Junior World Forms and Weapons champion címet. Eközben modellkedni is elkezdett. 2003-ban, tizenegy évesen megszerezte a fekete övet és számos díjat is.

## Színészi pályafutása
Bár imádta a karatét, Taylor úgy érezte, ki szeretné próbálni magát színészként. Ez a "kísértése" akkor támadt, mikor hétévesen elment egy meghallgatásra, amelyet a Burger King hirdetett meg. Bár nem kapta meg a szerepet a reklámban, élvezte a meghallgatást és mondta a szüleinek, hogy kipróbálná magát színészként. Így Taylor és szülei gyakran utaztak Michigan és Kalifornia között, hogy meghallgatásokra vigyék Taylort. Végül Taylor apja úgy döntött, Los Angelesbe költöznek, hogy fiának több esélye legyen álma megvalósítására.
Karrierje 2001-ben indult el, amikor mellékszerepben tűnt fel A nindzsa árnyéka című filmben.
A Los Angelesbe költözés után Taylor több sorozatban is kapott alkalmi szerepeket (My Wife and Kids, Summerland, The Bernie Mac Show) és szinkronhangként is sikeres volt (Danny Phantom; What's New, Scooby-Doo?; Charlie Brown). Az áttörést 2004-ben a Cápasrác és Lávalány kalandjai című film főszerepének megszerzése jelentette. Három hónapig forgattak a texasi Austinban. Hónapokkal később megkapta Eliot szerepét a Tucatjával olcsóbb 2. filmvígjátékban.
Igazán híressé a 2008-ban megjelent Alkonyat című film tette, amelyben Jacob Blacket, a Quileute törzs indiánját alakította. Bár a fiú magassága nem éri el a 180 cm-t, a rajongók tiltakozása miatt nem cserélték le az Alkonyat második részében, így a 2009. november 20-án megjelent Alkonyat – Újhold című filmben is ő játszotta Jacobot, ahogyan a következő három filmben is: Alkonyat – Napfogyatkozás (2010), Alkonyat: Hajnalhasadás – 1. rész (2011), Alkonyat: Hajnalhasadás – 2. rész (2012). A 2010-ben mozikba kerülő Valentin nap című romantikus filmben ráosztották Willy szerepét. A 2013-ban megjelent Nagyfiúk 2.-ben az ellenszenves diákszövetség vezető Andy figuráját olyan jól hozta, hogy több kritikus is az egyetlen értékelhető teljesítménynek nevezte szereplését ebben a filmben. 2014-ben a BBC folytatta a Kakukk című szituációs komédiát, melynek 2. évadában mint a két éve halott címszereplő fia jelent meg. 2015-ben megjelent a Parkour életre-halálra című akcióthriller, melyben Cam, a biciklisfutár szerepében látható, bemutatva kedvenc extrém sportját, a parkourt.

## Magánélete
Szabadidejében szeret focizni és baseballozni; mindkét sportban nagyon tehetséges. Fociban hátvéd és középcsatár; baseballt illetően pedig tagja a Hart Baseball Program-nak. Tagja volt még egy hiphop tánccsoportnak, az LA Hip Kids-nek. Taylor szeret otthon filmeket készíteni a barátaival. Taylor Dooley, akivel a "Cápasrác és Lávalány"-ban szerepelt nem messze lakik Taylor los angeles-i otthonától, és ő is gyakran segít ezekben a filmekben. Rákapott az elmúlt években egy extrém sportra, a parkourra, ahol akrobatika keveredik a futással, mivel a cél két pont között minél látványosabban kell megtenni a távolságot. Akár háztetőkön át, akár csak terepakadályokon átjutva. Ezt a tudását kihasználta a Parkour életre-halálra forgatásakor is. Bár szeretne a későbbiek során is a színészettel foglalkozni, szívesen lenne forgatókönyvíró vagy rendező is.

## Filmográfia

### Film
| Év   | Magyar cím                        | Eredeti cím                                    | Szerep                    | Magyar hang   | Rendező             |
| ---- | --------------------------------- | ---------------------------------------------- | ------------------------- | ------------- | ------------------- |
| 2001 | A nindzsa árnyéka                 | Shadow Fury                                    | Kismet gyerekként         | Halasi Dániel | Makoto Yokoyama     |
| 2005 | Cápasrác és Lávalány kalandjai    | The Adventures of Sharkboy and Lavagirl in 3-D | Cápasrác                  | Kilényi Márk  | Robert Rodríguez    |
| 2005 | Tucatjával olcsóbb 2.             | Cheaper By the Dozen 2                         | Eliot Murtaugh            | Halasi Dániel | Adam Shankman       |
| 2008 | Alkonyat                          | Twilight                                       | Jacob Black               | Penke Bence   | Catherine Hardwicke |
| 2009 | Alkonyat – Újhold                 | The Twilight Saga: New Moon                    | Jacob Black               | Gacsal Ádám   | Chris Weitz         |
| 2010 | Valentin nap                      | Valentine's Day                                | William "Willy" Harrinton | Hamvas Dániel | Garry Marshall      |
| 2010 | Alkonyat – Napfogyatkozás         | The Twilight Saga: Eclipse                     | Jacob Black               | Gacsal Ádám   | David Slade         |
| 2011 | Elhurcolva                        | Abduction                                      | Nathan Harper             | Gacsal Ádám   | John Singleton      |
| 2011 | Alkonyat: Hajnalhasadás – 1. rész | The Twilight Saga: Breaking Dawn – Part 1      | Jacob Black               | Gacsal Ádám   | Bill Condon (1.)    |
| 2012 | Alkonyat: Hajnalhasadás – 2. rész | The Twilight Saga: Breaking Dawn – Part 2      | Jacob Black               | Gacsal Ádám   | Bill Condon (2.)    |
| 2013 | Nagyfiúk 2.                       | Grown Ups 2                                    | Andy                      | Gacsal Ádám   | Dennis Dugan        |
| 2015 | Parkour életre-halálra            | Tracers                                        | Cam                       | Gacsal Ádám   | Daniel Benmayor     |
| 2015 | Nevetséges hatos                  | The Ridiculous 6                               | Lil' Pete                 |               | Frank Coraci        |
| 2016 |                                   | Run the Tide                                   | Reymund Hightower         |               | Soham Mehta         |
| 2022 | A hazai csapat                    | Home Team                                      | Troy Lambert              | Gacsal Ádám   | Charles Kinnane     |
| 2022 | A hazai csapat                    | Home Team                                      | Troy Lambert              | Gacsal Ádám   | Daniel Kinnane      |

### Televízió
| Év        | Magyar cím                       | Eredeti cím                     | Szerep                                                     | Megjegyzések           |
| --------- | -------------------------------- | ------------------------------- | ---------------------------------------------------------- | ---------------------- |
| 2003–2004 |                                  | The Bernie Mac Show             | Aaron                                                      | 2 epizód               |
| 2004      |                                  | The Nick & Jessica Variety Hour | muskétás                                                   | eladatlan próbaepizód  |
| 2004      | Életem értelmei                  | My Wife and Kids                | Tyrone                                                     | 1 epizód               |
| 2004      | Mindig nyár                      | Summerland                      | fiú a tengerparton                                         | 1 epizód               |
| 2005      | Mizújs, Scooby-Doo?              | What's New, Scooby-Doo?         | Ned / Dennis (hangja)                                      | két epizód             |
| 2005      | Szuperdod kalandjai              | Duck Dodgers                    | Reggie Wasserstein / A borzasztó ellenszenves fiú (hangja) | két epizód             |
| 2005–2007 | Danny, a fantom                  | Danny Phantom                   | Youngblood (hangja)                                        | három epizód           |
| 2006      |                                  | Love, Inc.                      | Oliver                                                     | 1 epizód               |
| 2006      |                                  | He's a Bully, Charlie Brown     | Bully (hangja)                                             | különkiadás            |
| 2008      | Elsőszámú ellenségem             | My Own Worst Enemy              | Jack Spivey                                                | főszereplő (7 epizód)  |
| 2014–2018 | Kakukk                           | Cuckoo                          | Dale Ashbrick Jr.                                          | főszereplő (2-4. évad) |
| 2016      | Scream Queens – Gyilkos történet | Scream Queens                   | Dr. Cassidy Cascade                                        | főszereplő (2. évad)   |

## Díjak és jelölések
- 2010: Blimp Award – Kids' Choice Awards, USA (Legaranyosabb pár) – Alkonyat: Újhold
- 2010: People's Choice Award (Legjobb kitörő színész, Legjobb csapat) – Alkonyat
- 2010: Teen Choice Award (Legszebb mosoly, Legjobb fiatal fantasy színész) – Alkonyat: Napfogyatkozás
- 2011: People's Choice Award (Legjobb kitörő színész, Legjobb csapat) – Alkonyat: Napfogyatkozás
- 2011: Teen Choice Award (Legjobb fiatal Sci-Fi/Fantasy színész) – Alkonyat: Napfogyatkozás
- 2012: Teen Choice Award (Legjobb fiatal akciószínész) – Elhurcolva
- 2012: Blimp Award – Kids' Choice Awards, USA – Alkonyat: Újhold

## További hivatkozások
- Taylor Lautner a Facebookon
- Taylor Lautner a PORT.hu-n (magyarul)
- Taylor Lautner az Internetes Szinkronadatbázisban (magyarul)
- Taylor Lautner az Internet Movie Database-ben (angolul)
- Taylor Lautner a Rotten Tomatoeson (angolul)
- Taylor Lautner – http://taylorlautnerweb.com/ Archiválva 2015. március 16-i dátummal a Wayback Machine-ben
- Martin Howden: Az örök riválisok / Vámpírok és vérfarkasok. Robert Pattinson életrajza / Vérfarkasok és vámpírok. Taylor Lautner életrajza; ford. Endreiné Szemők Ildikó; Egmont, Bp., 2010